# Academic Free License
Die Academic Free License (AFL) ist eine freizügige Open-Source-Lizenz, die 2002 von Lawrence E. Rosen geschrieben wurde, dem Hauptanwalt der Open Source Initiative (OSI), und aktuell in Version 3.0 vorliegt. Vorgängerversionen waren 1.2 und 2.1. Die AFL ist von der OSI und der Free Software Foundation anerkannt, jedoch nicht GPL-kompatibel. Auch gehört die AFL aufgrund ihrer Freizügigkeit nicht zu den strengeren Copyleft-Lizenzen.

## Die AFL im Verhältnis zu anderen Lizenzen
Die AFL räumt ähnliche Rechte wie die BSD-Lizenz, die MIT-Lizenz, die University of Illinois/NCSA Open Source License oder die Apache-Lizenz ein, die es erlauben, Software proprietär zu veröffentlichen. Die AFL wurde deshalb geschrieben, um folgende Probleme mit diesen Lizenzen zu beheben:
- Die AFL macht klar, welche Software überhaupt durch einen Urheberrechtshinweis lizenziert werden kann.
- Die AFL beinhaltet eine komplette Urheberrechtserlaubnis für die Software.
- Die AFL räumt ein unbeschränktes Nutzungsrecht für alle Patente für die Software ein.
- Die AFL stellt klar, dass dem Urheber keine Markenrechte für sein Produkt erteilt wurden.
- Die AFL garantiert, dass der Lizenzgeber entweder auch Urheber ist oder die Software unter einer passenden Lizenz verbreitet.
- Die AFL selbst ist urheberrechtlich geschützt, jedoch mit dem Recht für jeden, dieselbe ohne Veränderung zu kopieren und zu verteilen.

## Kompatibilität und Anerkennung
Die Versionen 1.2 und 2.1 der AFL sind nicht kompatibel mit der GPL, die FSF zieht auch nicht in Betracht, die AFL 3.0 als kompatibel zur GPL anzuerkennen, jedoch behauptet Eric S. Raymond, ein Mitgründer der OSI, dass die AFL GPL-kompatibel sei. 2002 bezeichnete ein OSI-Arbeitsentwurf die AFL als Musterlösung. Im Jahr 2006 befand das License Proliferation Committee der OSI die AFL als redundant mit populäreren Lizenzen, speziell der Version 2 der Apache-Lizenz.